# Église Notre-Dame-de-l'Immaculée-Conception de Pune
Ne doit pas être confondu avec Église Notre-Dame-de-l'Immaculée-Conception de Panaji.
L’église Notre-Dame de l'Immaculée conception, communément appelée City Church, est un édifice religieux catholique de Pune, au Maharashtra, en Inde. Construite au début des années 1790 l’église est le plus ancien lieu de culte catholique à Pune et dans la région du Deccan. Elle est paroisse catholique.

## Histoire
Un officier portugais engagé par le Peshwa Mâdhava Râo II pour la réorganisation de son armée, Miguel de Noronha (pt), obtient la permission de construite un lieu de culte pour les soldats portugais à son service. En reconnaissance pour les services rendus une parcelle de terrain lui est accordé en 1791 près de la ‘Quarter gate’ de la ville historique.
Le premier service religieux est célébré le 8 décembre 1792, fête de l’Immaculée Conception, ce qui donna son nom à l’église. Le premier curé, nommé en 1793 en est le père Vincent Menezes. Les prêtres qui la desservent viennent de l’Archidiocèse de Goa dont elle dépend juridiquement. Avec la conquête des anglais la population catholique augmente considérablement. En 1852 un nouvel édifice est achevé, remplaçant l’ancienne église. Il est construit en pierre et ciment sur une parcelle adjacente, concédée par les autorités anglaises en 1843.
En 1886, lors de l’organisation de la hiérarchie catholique en Inde, Poona fut fait diocèse mais l’église resta rattachée à l’archidiocèse de Goa, à la demande des paroissiens. Ce régime, dernière séquelle de l'ancien 'Padroado', ne prendra fin que le 20 octobre 1953; elle est alors définitivement transférée au diocèse de Poona (aujourd’hui Pune).

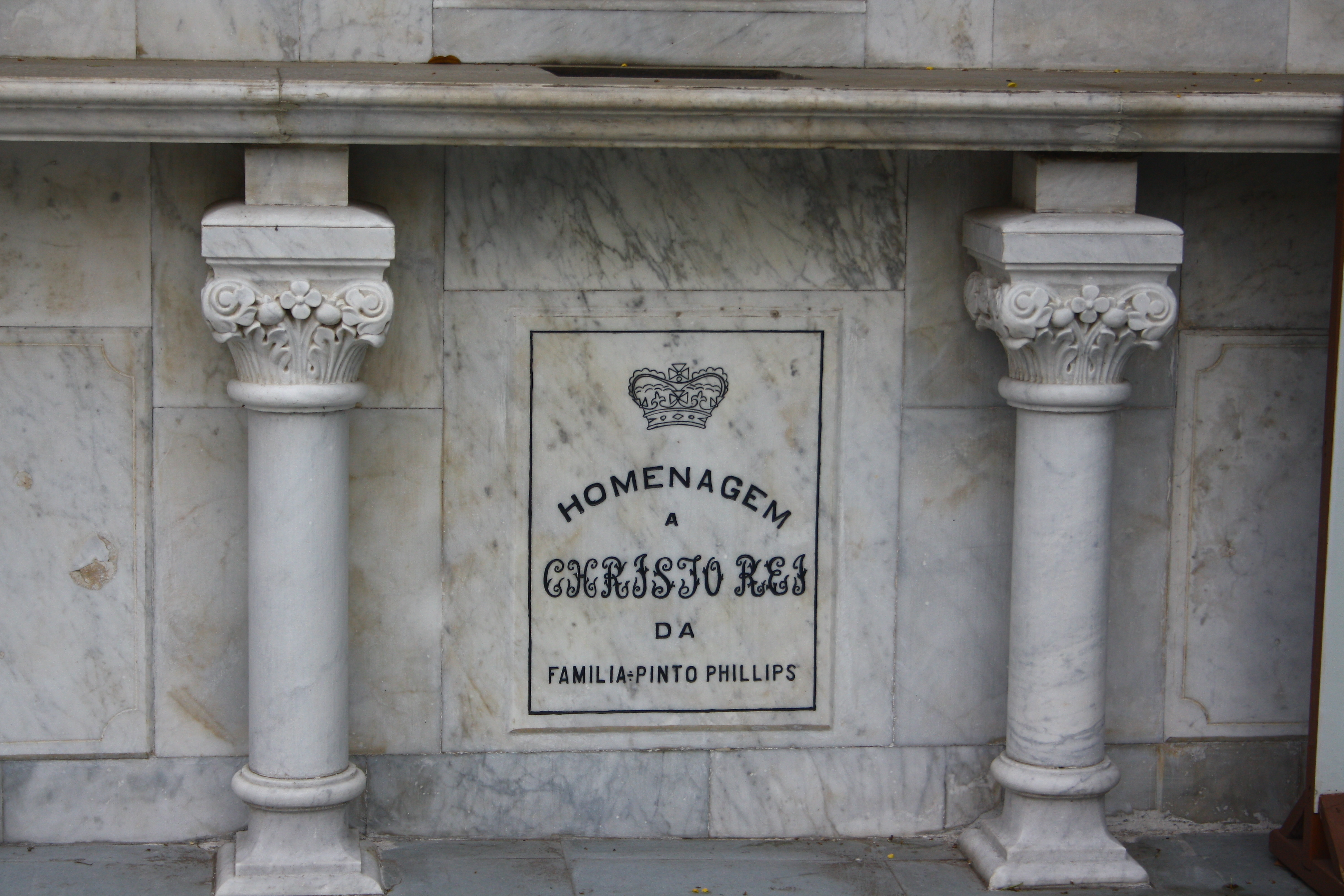
Dans l'église:souvenir de la présence portugaise

Une école paroissiale est fondée en 1887 qui s’est développée pour devenir l’Ornellas School’, en proximité immédiate de l’église. En 1952, répondant à l’invitation de l’archevêque patriarche de Goa les religieuses du Carmel apostolique ouvrent une école pour filles, aujourd’hui appelée ‘St. Clare School’. Le domaine paroissial comprend également le ‘Portuguese Association Hall’ et le cimetière paroissial.
La structure architecturelle du bâtiment n’a pratiquement pas changé depuis 1852. À l’intérieur cependant des aménagements ont eu lieu et l’organisation de l’espace s’est adaptée aux réformes liturgiques demandées par le concile Vatican II.
L’église célèbre en 2016 son 225e anniversaire. Les services religieux y sont célébrés en anglais, konkani ou marathi.